# Секира (роман)
Секира (рум. Baltagul) је крими роман који је написао Михаил Садовеану и који је први пут објавио у новембру 1930. године у издању Румунске издавачке куће у Букурешту. Роман прати авантуру Виторије Липан, снажне и одлучне жене, која креће у потрагу за несталим мужем Нећифором Липаном. Уз помоћ своје интуиције и запажања, Виторија успева да разоткрије мистерију његовог нестанка и приведе правди кривце који су га убили.
Секира се сматра монографијом традиционалног румунског села јер представља аспекте природе сеоског човека, румунске традиције и обичаја: крштење, венчање и сахрану. Подаци из романа прилика су да аутор ослика атмосферу епохе и румунске народне традиције.
Роман је приказан у истоименом филму који је режирао Мирчеа Мурешан по сопственом сценарију. Званична премиjера филма одржана је у октобру 1969. године.

## Радња
Роман почиње у селу где Виторија Липан и њено двоје деце чекају повратак њеног мужа, Некхифора Липана. Њен муж је отишао да купи овце од неких пастира али се Некифор Липан никад није вратио својој кући. Његова жена, Виторија, почиње да брине јер никада није био одсутна од куће дуже од двадесет дана у последњих двадесет година. Кашњење прелази месец дана, а Виторија једне ноћи сања да Некифор јаше према заласку сунца преко водене површине и тај сан буди у њој предосећај због ког почиње да сумња да је њен муж мртав.
Одлучна да сазна истину и освети га, Виторија подстиче свог сина Георгица да је прати у потрази за оцем. Упркос опасностима које су се нашле на путу, Виторијина одлучност да разоткрије мистерију смрти њеног мужа остаје непоколебљива.Мајка и син су пратили цео пут којим су Некифорова стада оваца ишла да би открили да је он изненада нестао у планинама где је био са још два непозната пастира којима је продао неке од својих оваца.
Она проналази Лупу, верног пса свог мужа, у дворишту једног домаћина у Сабаши. Пас је доводи до јарак у којој су лежале кости њеног мужа, поред костију његовог коња. Разбијена лобања је доказала да је пастирова смрт била насилна. Позвани на лице места, власти истражују Богзу и Куцуија, који и даље тврде да су се разишли са Липаном пошто су му исплатили сав новац.Схвативши шта се догодило, она организује гозбу за сахрану њеног мужа на којој позива два пастира и суочава се са њима, оптужујући их да су убили њеног мужа. Једна од њих насрће на Виторијиног сина али он га удара мотком. Уплашен, пастир признаје своје дело и тражи опроштај. Тако Виторие успева да их натера да признају злочин.
Виторија и Георгије приводе убице правди и они бивају осуђени за убиство. Упркос болу, Виторија налази утеху у чињеници да је успела да добије правду за свог мужа.

## Време када се радња дешава
Михаил Садовеану не прецизира годину у којој се радња дешава, већ само календарске дане и месеце, желећи да сугерише да је време радње митско време,и да оно важи за било које доба у коме се поштују древна веровања и традиције.

## Главна тема
Tема романа је тема живота и смрти, љубави, дужности и иницијације. Монографије молдавског планинског села, архаичног света пастир, имајући у првом плану потрагу и кажњавање оних који су убили Некифора. Секиру су неки књижевни критичари сматрали румунским епом, због теме о мукотрпном путу ка испуњењу моралне дужности која се појављује и у Хомеровој Одисеји и Дантиној Божанственој комедији.

### Традиционализам сеоског живота
Као и у другим списима, Михаил Садовеану представља традиционалистички сеоски свет, који живи по древним правилима и одбацује модерност. Ликови у Секири вековима живе по сопственом ритуалу, пратећи циклус природе и вођени неписаним законима. Овде традиција добија снагу закона и чува се са великом пажњом, јер људи немају поверења у модерне институције као што су суд и управа.
Кршење етичких принципа ремети равнотежу у овој средини, а успостављање равнотеже се врши проналажењем тачке на којој је егзистенција прекинута и кажњавањем оних који су реметили миран живот заједнице. За разлику од популарне баладе „Миорита“, Садовеану одбацује идеје о помирењу са судбином пред смрћу и помирењу са судбином жртава, описујући напор уложен да правда тријумфује.
Главна јунакиња, Виторија Липан, представља читаву друштвену класу: сељаштво које не полаже наду у државну власт, већ очекује помоћ само од Бога. Верна, али и сујеверна, она почиње да верује да је њен муж мртав и да је инстинктом тера на место његовог убиства. Аутор описује скуп веровања, сујеверја и народних обичаја који управљају животом сеоских људи. 

#### Истраживање убиства
Неки критичари су Секиру сматрали правим детективским романом у којем се истражује случај нестанка, открива злочин, а починиоци се проналазе и кажњавају. Писац реконструише легендарну радњу из баладе, дајући миту изглед савремене стварности. Из баладе развија лирску тему, надмећући епску структуру и антрополошку фабулу. Истрага Виторије Липан одвија се по њеном плану, у којем веома важну улогу игра женска интуиција, која личи на „лов“.
Садовеануови ликови немају спокојан став пред смрћу као у „Миорити“, већ се боре за сопствене животе и, чак и након што умру, њихови потомци не налазе мир док не добију правду. Виторија Липан долази из „категорије јаких људи“, коју карактерише поштовање моралних обавеза и непоколебљива воља.

## Књижевни стил
Роман Балтагул је поетско књижевно дело састављено од лирских и епских елемената. Садовеану користи књижевни језик који потиче из говора народа, који има оригиналне форме и нијансе. Стил романа је свечан. Књижевни критичар Јон Ротару изјавио је да „уметник не пише, већ прича. Не нужно усмени, али посебно свечани стил. Приповедач привија уво на мелодију речи и реченица, које долазе као из далеке прошлости." Књижевни текст има псеудоритмички карактер и музикалност која природно произилази из низа поетских и синтаксичких елемената: архаичних израза, одређених популарних облика, каденце речи које прози понекад дају трохајски ритам, употребе инфинитива, герунда. и партицип који појачавају хармонију текста, акустичне слике, итд.
Вишак лиризма приближава роман легенди, коју сматра Александром Филипидом. Виторија Липан има „примитивну снагу и грубост“ прожету у њеној души, а њена упорност у проналажењу и кажњавању убице њеног мужа ставља је уз бок јунакињама античких трагедија.

## Адаптација филма
Филм Секира је снимљен као румунско-италијанска копродукција, сниман је између 28. фебруара и 19. јуна 1969. у Сучевићи, Рошу, Рарау и Буфтеи и трајао је 103 минута. Ликове Виторије Липан и Калистрата Богзе играли су страни глумци Маргарита Лозано и Фолко Лули. Филм је представљен септембра 1969. на Међународном филмском фестивалу у Венецији, а апсолутну премијеру имао је 15. октобра 1969. на Филмском форуму, а премијеру у Румунији 27. октобра исте године у Букурешту.
Филмски критичари су истакли квалитете филма (тачност слике и, делимично, интерпретације), наводећи, међутим, да Секира има „неке недостатке у садржају, у филмској драматургији и разумевању филозофске структуре романа, тачније његове филозофске и типолошке суптилности". како је Стефан Опреа написао 1983. године. Критичар Тудор Царанфил потврђује мишљење о недостатку драматуршке структуре и психолошког растерећења филма, наводећи да Мирчее Мурешана „недостаје садовенски афинитет“, док је глумачка постава строго декоративна.